# Campo Grande (Lissabon)
Campo Grande ist eine ehemalige portugiesische Gemeinde (Freguesia) im Kreis Lissabon.
 In ihr leben 10.511 Einwohner (Stand 30. Juni 2011).

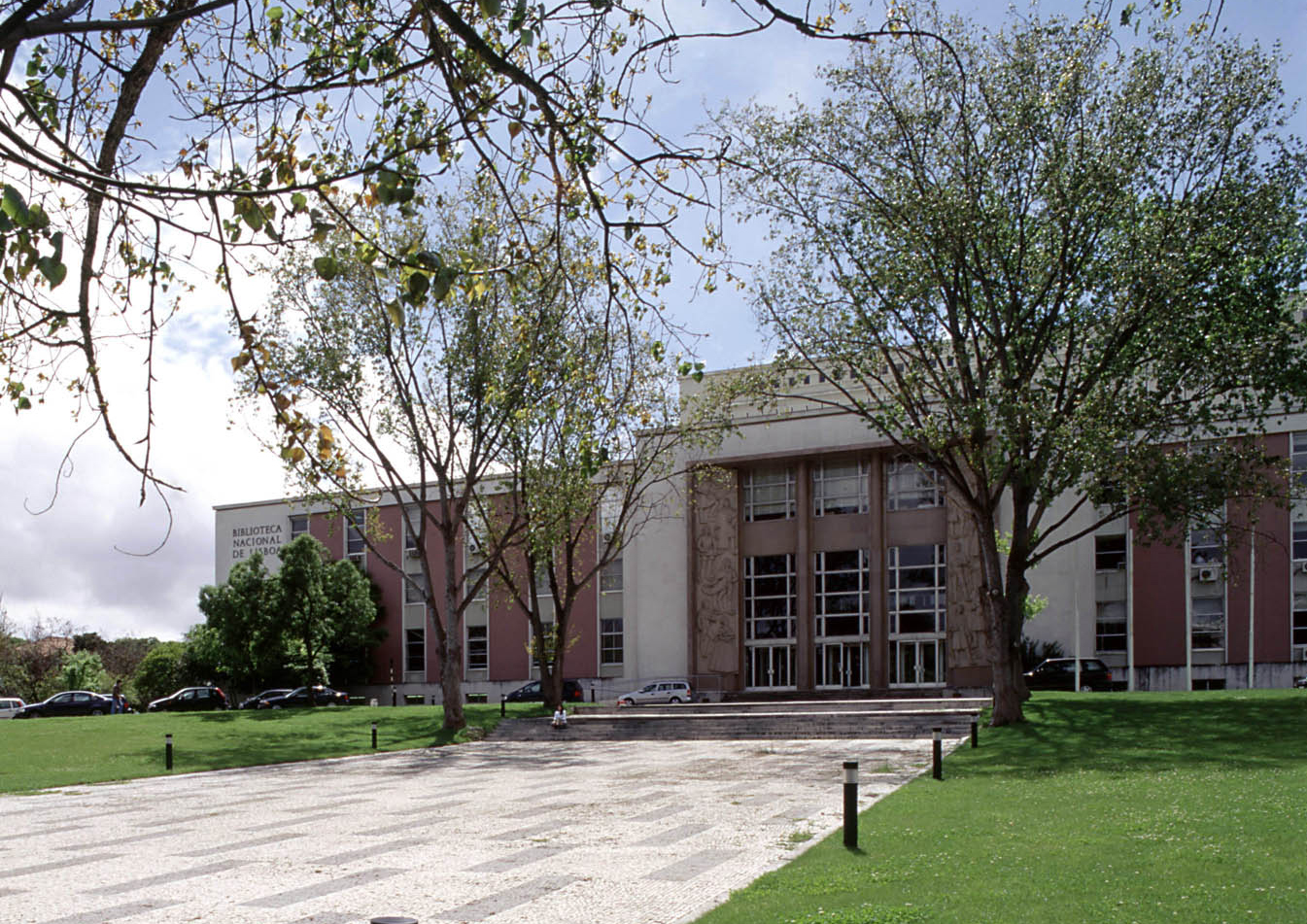
Biblioteca Nacional de Portugal

Im Zuge der Gebietsreform im September 2013 wurde die Gemeinde aufgelöst und zum größten Teil wieder der Gemeinde Alvalade angegliedert.
Der Park Jardim do Campo Grande und der U-Bahnhof Campo Grande sind nach ihr benannt.
Im Gebiet der ehemaligen Gemeinde liegen u. a. die Universität Lissabon, die Universidade Lusófona und die Nationalbibliothek Portugals.